# 에스텔 해리스
에스텔 해리스(영어: Estelle Harris, 1928년 4월 22일~2022년 4월 2일)는 미국의 배우, 희극인이다.

## 출연 작품

### 영화
- 토이 스토리 4 (2019년)
- CBGB (2013년)
- 하와이안 베케이션 (2011년)
- 무빙 인 (2010년)
- 토이 스토리 3 (2010년)
- 더 그랜드 (2007년)
- 타잔 2 (2005)
- 티처스 펫 (2004년)
- 카우 삼총사 (2004년)
- 브라더 베어 (2004년)
- 굿 어드바이스 (2001년)
- 모나리자와 피아니스트 (2000년)
- 왓츠 쿠킹 (2000년)
- 로스트 & 파운드 (1999년)
- 토이 스토리 2 (1999년)
- 별난 커플 2 (1998년)
- 미스터 룸바 (1997년)
- 퍼펙트 알리바이 (1995, Perfect Alibi)
- 다운힐 윌리 (1995년)
- 행복 찾기 (1992년)
- 스탠드 업 (1988년)

### 텔레비전
- 사인펠드 (1992-98)
- 잭과 코디, 우리집은 호텔 스위트 룸 (2005-08)